# Вальсуючі
«Вальсуючі» (фр. Les Valseuses) — французька комедія-драма видатного кінорежисера Бертрана Бліє. 
Була адаптована з роману написаного Бліє. У фільмі знялися такі актори, як Жерар Депардьє та Міу-Міу. 

## В ролях
- Жерар Депардьє ...... Жан-Клод
- Патрік Девар ...... П'єро
- Міу-Міу ...... Марі-Анж
- Жанна Моро ...... Жанна Пірой
- Бріжит Фоссі ...... Жінка в поїзді
- Крістіан Алер ...... Батько Жаклін — Анрі
- Мішель Пейрелон...... Лікар
- Єва Дамієн ...... Дружина лікаря

## Сюжет

П'єро, Марі-Анж та Жан-Клод

Основна тема фільму — пригоди безпритульних розбишак, які нападають на жінок, крадуть, вбивають і також вибираються зі складних ситуацій завдяки зовнішній привабливості та шарму. Фільм «Вальсуючі» — епопея про покоління 1968 року, про сексуальну революцію і свободу моралі. Це фільм, з чуйністю і майстерністю розглядає найскладніші питання з найглибших куточків людської істоти.
Двоє друзів, Жан-Клод (Депардьє) і П'єро (Патрік Девар), бунтарі і хулігани з диким характером, викрадають машину перукаря і разом з машиною його коханку, милу і наївну Марі-Анж, яка незабаром стає їх дівчиною на двох. Коли їх починає переслідувати поліція, вони пускаються в подорож по Франції. Міняючи машини, зухвало, із задоволенням і без вагань, скоюючи всілякі дрібні злочини, вони щодня кидають виклик ситим буржуа, знущаються з святенництва і лицемірства, у пошуках справжніх емоцій і відчуттів. Серед безлічі зустрічей на їхньому шляху, одна з них особливо вражає: зустріч з Жанн, немолодою жінкою, що тільки вийшла на волю з в'язниці. Вони дарують їй один щасливий день. Після чого вона закінчує життя самогубством за допомогою пістолета Жана-Клода. Шоковані подією, Жан-Клод і П'єро вирішують допомогти синові Жанн, Жаку, який теж перебуває в ув'язненні. В день звільнення вони чекають на Жака біля воріт в'язниці. Коли вони відвезли його з собою, вони пообіцяли йому ділитися з ним всім і навіть Марі-Анж. Жак пропонує їм взяти участь в пограбуванні, під час якого він здійснює вбивство. Жан-Клод, Пьерро і Марі-Анж знову пускаються в біги, крадучи автомобіль разом з дочкою двох відпочиваючих буржуа.